# Artykuł osiemnasty
Artykuł osiemnasty – pełnometrażowy film dokumentalny w reżyserii Barta Staszewskiego z 2017 r., przedstawiający historię nieudanego wprowadzania w Polsce związków partnerskich oraz stan debaty publicznej w kwestii praw osób LGBT w Polsce. W filmie przedstawiono historię trzech par jednopłciowych, a także wypowiedzi aktywistek i aktywistów na rzecz praw osób LGBT oraz ekspertek i ekspertów z dziedziny prawa, humanistyki i mediów.

## Tytuł
Tytuł filmu nawiązuje do artykułu 18 Konstytucji RP, zgodnie z którym małżeństwo jako związek kobiety i mężczyzny, rodzina, macierzyństwo i rodzicielstwo znajdują się pod ochroną i opieką Rzeczypospolitej Polskiej, co dla wielu przeciwników formalizacji związków jednopłciowych jest równoznaczne z brakiem możliwości jakiegokolwiek uregulowania tej kwestii.

## Produkcja
Film powstał dzięki zbiórce pieniędzy na film dokumentalny o tematyce LGBT. Prace nad filmem trwały w latach 2015–2017, a w ich trakcie przeprowadzono ponad 30 wywiadów, w tym z prof. Ewą Łętowską, prof. Moniką Płatek, prof. Marią Szyszkowską, prof. Zbigniewem Lew-Starowiczem (który w wywiadzie z twórcami filmu przeprosił za to że przed 1989 w swojej praktyce lekarskiej stosował na osobach homoseksualnych elektrowstrząsy chcąc w ten sposób „wyleczyć” osoby homoseksualne z ich homoseksualnej orientacji), dr Adamem Bodnarem, dr hab. Jackiem Kochanowskim, dr Marcinem Górskim, Renatą Kim, Elizą Michalik, Tomaszem Raczkiem, Jackiem Dehnelem, Agnieszką Holland, Bartoszem Żurawieckim, Piotrem Pacewiczem, Agnieszką Graff, Uschi Pawlik, Anetą Dekowską, Przemysławem Szczepłockim, Aleksandrą Muzińską i Ygą Kostrzewą. W czasie pracy nad filmem udzielili wywiadu też: dr hab. Jakub Urbanik, dr Joanna Mizielińśka, Radosław Oliwa, Łukasz Pakuła, dr Krzysztof Charamsa, dr Bożena Keff oraz dr Alicja Długołęcka.
Partnerami filmu zostali portal Stowarzyszenie Miłość Nie Wyklucza, Feminoteka, Kampania Przeciw Homofobii, Stowarzyszenie Lambda Warszawa, Queer.pl, Magazyn Replika, Grupa Stonewall.
Film już w trakcie produkcji budził emocje. Krótkie fragmenty wywiadów wrzucane do internetu przyczyniły się do promocji projektu. Fragmenty wywiadu z ówczesnym księdzem Krzysztofem Charamsą, opublikowane na początku października 2015, były komentowane w mediach zarówno polskich jak i międzynarodowych. Z kolei prof. Lew Starowicz w jednym z publikowanych fragmentów przeprosił wszystkich za „terapię” elektrowstrząsami, którą stosował w latach 80. w „leczeniu” homoseksualnych mężczyzn.

## Wydanie
Premiera filmu odbyła się 21 kwietnia 2017 r. podczas LGBT Film Festival w Warszawie, a potem w kolejnych miastach w ramach festiwalu.
Film był pokazywany na szeregu festiwali międzynarodowych, m.in. Wicked Queer: The Boston LGBT Film Festival (USA), Kashish Mumbai International Queer Film Festival (Indie), Serile Filmului Gay International Film Festival w Klużu-Napoce (Rumunia), Let’s CEE Film Festival w Wiedniu (Austria), Mix Copenhagen (Dania), a także na wielu pokazach w całej Polsce, w tym na Festiwalu Filmowym Watch Docs.
Od 2019 r. film jest dostępny w serwisie Outfilm, specjalizującym się w filmach o tematyce LGBT (zyski z wypożyczeń przekazywane są na rzecz stowarzyszenia Miłość nie wyklucza), a od 9 czerwca 2020 został też udostępniony bezpłatnie na kanale w serwisie YouTube.

### Kontrowersje
W październiku 2017 członkowie Młodzieży Wszechpolskiej próbowali zakłócić projekcję filmu na Uniwersytecie Warszawskim, w Starej Bibliotece UW. Doktor Hanna Machińska, członkini Komisji Rektorskiej ds. Przeciwdziałania Dyskryminacji na Uniwersytecie Warszawskim, stwierdziła, że „doszło do próby zastraszenia, ograniczenia wolności akademickiej debaty”. Reżyser Bartosz Staszewski stwierdził, że „to była próba ocenzurowania uniwersyteckiego spotkania w sposób, który nie jest znany na uniwersytetach”.
W listopadzie 2017 pokaz filmu w Nowym Sączu, zorganizowany przez Fundację Równość.org.pl, zablokował prezydent miasta, Ryszard Nowak. Władze miejskie początkowo upozorowały w tym celu pęknięcie rury w wynajętym na cel pokazu budynku. Później przedstawiciel władz miejskich stwierdził, że „jeżeli ktoś ma ochotę na organizacje takich spotkań, może je robić w innych miejscach” oraz że „nie wyobraża sobie, aby w miejskich instytucjach odbywały się tego typu eventy”. Powołał się przy tym na fakt przyjęcia przez miasto patronatu Małgorzaty Antiocheńskiej (świętej Kościoła katolickiego i prawosławnego).